# Binibeca
Binibeca (en catalán Binibèquer) es un área costera situada al sureste de la isla de Menorca, en España. Se encuentra a 5 km de la capital del término municipal, San Luis, y a 8 km al sur de la capital insular, Mahón. De oeste a este, está situada entre Cap d'en Font y Biniancolla.
Binibeca es un complejo turístico  que fue creado en 1972 por el Ministerio de Información y Turismo. Es uno de los lugares más transitados de la isla de Menorca, debido a sus casas blancas y encaladas, y a sus calles estrechas formando un laberinto.
En sus 3 km de litoral mediterráneo se puede encontrar, de oeste a este:
- Binibeca Viejo, que intenta emular un pueblo de pescadores en torno a una pequeña cala, creado como centro turístico en la década de los 60.
- Playa de Binibeca, de unos 200 m de longitud, arena blanca y rodeada de un bosque de pinos. Hay un merendero y un bar a pie de playa.
- Cala Torret, pequeña bahía o ensenada que cuenta con un pequeño núcleo de población y diversos comercios y restaurantes.

Tradicionalmente se suele considerar Binibeca Nuevo al conjunto de la playa y la cala (la zona oriental) y Binibeca Viejo, la parte más occidental, que cuenta con el pueblo de Pescadores, así como de complejos veraniegos.
Debe destacarse su eminente vertiente turística, prueba de la cual es la pequeña cantidad de personas que viven en toda la zona durante los meses no estivales.

## Enlaces
- Video de Binibeca
- Información turística (en inglés)
- Fotografías de las calles de Binibeca
- Fotografías de las calles de Binibeca
- Fotografías de las calles de Binibeca